# Стенбок-Фермор, Алексей Александрович
Граф Алексе́й Алекса́ндрович Сте́нбок-Фе́рмор (3 (15) сентября 1836 — 4 (17) октября 1916, Уши) — русский генерал, шталмейстер императорского двора. Правнук графини С. Фермор.

## Биография
Происходил из древнего дворянского рода. Сын графа Александра Ивановича Стенбок-Фермора (1809—1852) и Надежды Алексеевны Яковлевой (1815—1897), одной из богатейших женщин в России, наследницы купца-миллионера С. Я. Яковлева. Крещен 17 сентября 1836 года в Исаакиевском соборе, крестник А. И. Яковлева и графини Ф. Х. Стенбок-Фермор.
Вступил в военную службу в 1855 году, служил в лейб-гвардии Гусарском полку.
Чины: корнет (1856), поручик (1859), штабс-ротмистр (1860), ротмистр (1862), полковник (1865), флигель-адъютант (1865), генерал-майор (1875, за отличие) с назначением в Свиту Его Императорского Величества, генерал-лейтенант (1885, за отличие) с увольнением в запас армейской кавалерии.
Командовал эскадроном и дивизионом, служил комендантом Ясс. Участвовал в Крымской войне и Русско-турецкой войне 1877-1878 годов.
В 1887 году был переименован в тайные советники и пожалован в шталмейстеры. В 1895 вернулся на военную службу, сохранив придворный чин. Скончался в Уши в 1916 году, похоронен на кладбище Св. Мартина в Веве.

## Семья

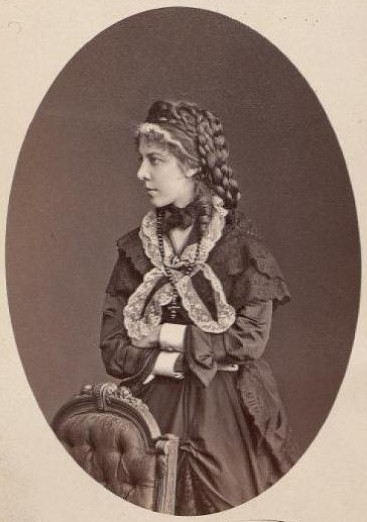
Маргарита Сергеевна

Жена (с 26 июля 1858 года) — княжна Маргарита Сергеевна Долгорукова (1839—25.02.1912), фрейлина двора (1856); дочь тайного советника князя Сергея Алексеевича Долгорукова и графини Марии Александровны Апраксиной. Благотворительница, состояла (с 1862 по 1905) попечительницей Детского приюта в Царском Селе. Умерла в Петербурге от кровоизлияния мозга, похоронена в Александро-Невской Лавре. В браке родились дети:
- Мария (1860—31.08.1868), умерла от ангины в Париже.
- Надежда (01.04.1864[6]—1947), крещена 10 мая 1864 года в Исаакиевском соборе при восприемстве деда князя С. А. Долгорукова и бабушки Н. А. Стенбок-Фермор; фрейлина, замужем за графом П. А. Капнистом.
- Маргарита (1870—1950), фрейлина, замужем за генералом князем П. Н. Енгалычевым.
- Сергей (1873—1947), ротмистр.

## Награды
- Орден Святого Станислава 2-й ст. (1865), императорская корона к ордену (1867)
- Орден Святого Владимира 4-й ст. (1873)
- Орден Святого Владимира 3-й ст. (1878)
- Орден Святого Станислава 1-й ст. (1879)
- Орден Святой Анны 1-й ст. (1884)
- Орден Святого Владимира 2-й ст. (1890)
- Орден Белого Орла (ВП 14.05.1896)
- Орден Святого Александра Невского (1906)

Иностранные:
- прусский орден Красного Орла 2-й ст. (1875)
- вюртембергский орден Фридриха командорский крест 1-го кл. (1880)